# Kepler-22b

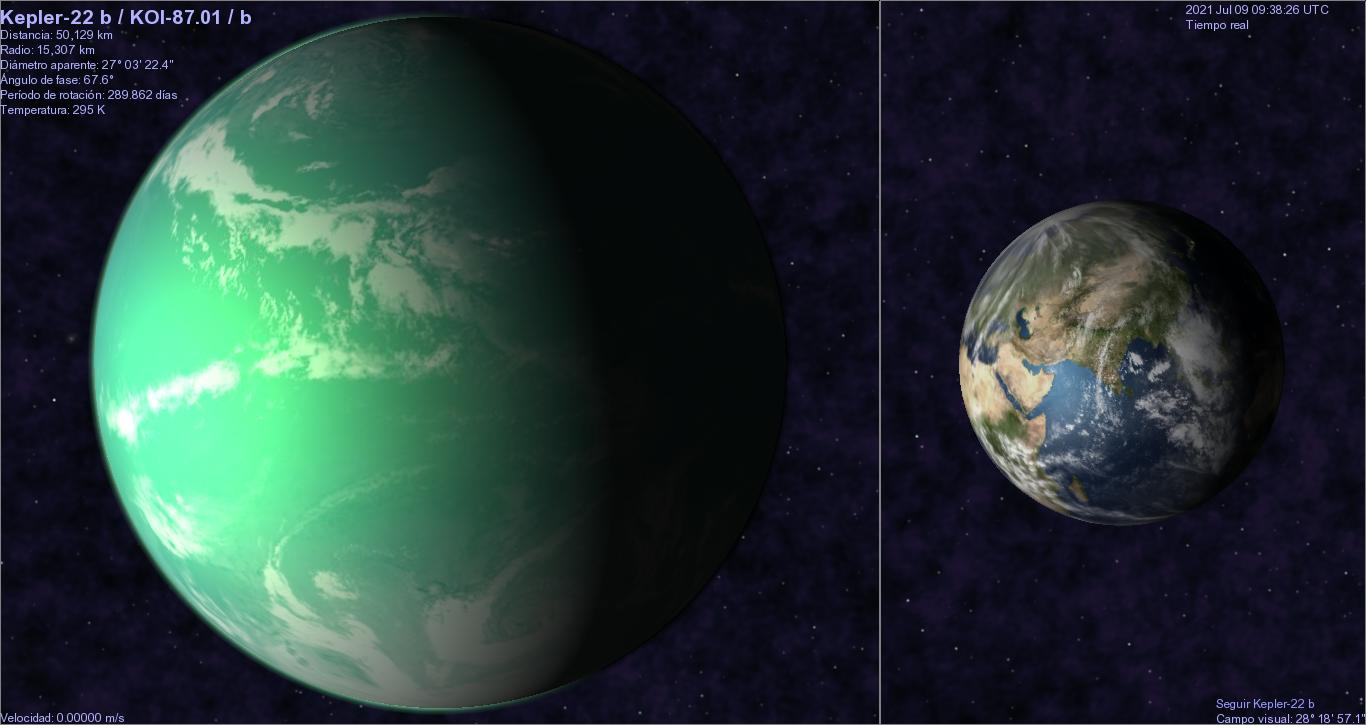
Imagen artística y comparativa entre Kepler-22b y la Tierra. Se estima que Kepler-22b sea alrededor de 2.4 veces más grande que la Tierra.

Kepler-22b es el primer exoplaneta (planeta extrasolar) encontrado en la denominada zona habitable (la región alrededor de una estrella en la que un planeta podría mantener agua en estado líquido). Por esa razón, hipotéticamente podrían darse en él las condiciones necesarias para albergar vida, tales como la propia existencia de agua líquida y una temperatura y atmósfera adecuadas. Fue descubierto por el telescopio espacial Kepler. El planeta se encuentra a unos seiscientos años luz de distancia de la Tierra (5 676 438 283 548 480 km), tiene 2.4 veces su radio y orbita su estrella (Kepler-22) en 289 días.

## Descubrimiento
Su descubrimiento fue anunciado el 5 de diciembre de 2011, aunque el planeta se descubrió originalmente al tercer día de las operaciones científicas del Telescopio Espacial Kepler, a mediados de 2010. El tercer tránsito fue detectado a finales de 2010. La información adicional fue proporcionada por el telescopio espacial Spitzer y observaciones terrestres. El radio del planeta es aproximadamente 2 veces el radio de la Tierra, está ubicado a 600 años luz de la Tierra, y orbita alrededor de la estrella tipo G Kepler 22.
Debido a todo lo dicho anteriormente es posible que exista vida como pequeños microorganismos.

## Posibilidad de vida
La distancia de Kepler-22b a su estrella madre es un 15 % menor que la distancia de la Tierra a la del Sol, pero la luminosidad de Kepler-22 es un 25 % menor que la del Sol. La combinación de una distancia menor a la estrella y una menor intensidad de los rayos emitidos por ésta hace suponer que, si el planeta no tiene atmósfera (caso improbable), la temperatura de su superficie será de unos -11 °C, mientras que si dispone de una atmósfera similar a la terrestre, la temperatura media del planeta estaría en unos 27 °C. Si la atmósfera causa un efecto invernadero similar en magnitud al de la Tierra, el planeta tendría una temperatura de superficie de 22 °C.
Con dos veces el tamaño de la Tierra, Kepler 22b es considerablemente más grande que ella, y quizás tenga una composición diferente. Por ejemplo, el nuevo planeta quizás no sea una supertierra, sino que se parecería a Neptuno, que es un gigante gaseoso con un pequeño núcleo de roca. Sin embargo, Natalie Batalha, una de las científicas en el proyecto, especuló: «Si es un (planeta) océano con un pequeño núcleo rocoso, podría haber alguna posibilidad de que la vida pudiera existir en tal océano».

## Kepler-22b en la cultura popular
Al tratarse del primer planeta extrasolar encontrado en la zona habitable, Kepler-22b se está haciendo un hueco creciente en la cultura popular.
Por ejemplo, aparece como uno de los planetas del Universo Alien, aunque en dicho universo ficticio se sitúa erróneamente a 535.9 años luz de la Tierra. Según esta ficción, existe una colonia humana en el planeta que aprovecha la supuesta gravedad reducida del mismo para incrementar productividad de sus trabajadores.
Kepler-22b, además, es el escenario principal donde se desarrolla una serie de novelas de ciencia ficción del escritor español A. M. Vozmediano, en las que se especula con la creación de una futura colonia humana en ese planeta en clave de intriga y aventuras. También es el título de una novela del escritor alemán Stefan Rechin que reflexiona sobre nuestra dependencia de las máquinas.
En la serie de ciencia ficción "Raised by Wolves", varios grupos de colonos escapan del planeta Tierra en un futuro apocalíptico, tras una guerra mundial entre creyentes y ateos, para aterrizar años más tarde en Kepler-22b, donde encuentran un planeta inhóspito, peligroso y con escasos nutrientes.
El planeta Kepler-22b ha inspirado a numerosos grupos musicales, sobre todo dentro del género dance, como Logarithmic Spirall y Moodust, que le han dedicado varios temas en algunos de sus discos. Asimismo, la banda australiana de rock psicodélico King Gizzard & the Lizard Wizard nombró "Kepler-22b" al tercer single de su disco Omnium Gatherum de 2022, el cual trata sobre un astrónomo aficionado obsesionado con el exoplaneta.
Se hizo una encuesta para cambiar el nombre de Kepler-22b a "Planeta Namek" del famoso anime Dragon Ball Z por su parecido visual al planeta de dicho anime, pero esta encuesta no alcanzó la cantidad de firmas suficiente para que el cambio se llevase a cabo.
El grupo de k-pop Kep1er, que se fundó en el reality show Girls Planet 999, tomó su nombre por este planeta. El nombre se eligió tras solicitar a los espectadores que propusieran varias opciones y posteriormente votaran por el que más les gustara. Finalmente, durante el episodio final, fue anunciado que el nombre del grupo debut sería Kep1er.
En la serie de Netflix, "Carol y el fin del mundo", el planeta Kepler aparece repentinamente dentro del sistema solar, con rumbo de colisión hacia la Tierra.